# النمر (آلية)
نمر هي آليات دفاعية، قتالية، وأمنية تصمم وتصنع من قبل شركة نمر للسيارات (مجموعة بن جبر)، ومنها طراز مدرع وآخر غير مدرع. كما انها مصممة للاستخدام على جميع أنواع الطرق والعمل تحت مختلف حالات الطقس.

## المالك
شركة توازن القابضة التي تأسست عام 2007 كوحدة استثمارية تابعة لمكتب برنامج التوازن الاقتصادي الإماراتي، وتركز على تطوير الكفاءات التصنيعية والتكنولوجية، ونقل المعرفة على المدى الطويل، وتشكل إضافة قيمة لمواطني دولة الإمارات في التدريب وإيجاد فرص جديدة لهم.

## نمر للسيارات
نمر للسيارات هي شركة تابعة لتوازن القابضة – مقرها أبوظبي – وهي شركة للاستثمارات الإستراتيجية تركز على التصميم الهندسي وتصنيع النماذج وإنتاج الآليات الدفاعية المدولبة وتقوم بإنشاء مشاريع عبر بناء شراكات صناعية والدخول في استثمارات إستراتيجية في القطاعات محل التركيز وذلك من أجل المساهمة في توفير قيمة اقتصادية وفي نقل المعرفة والكفاءة التكنولوجية لدولة الإمارات العربية المتحدة.

### تخصص الشركة
تخصصت شركة نمر في تصميم وتصنيع مجموعة متنوعة من الآليات الدفاعية لتلبية الاحتياجات المتنوعة للقوات المسلحة وأجهزة الأمن الداخلي من جميع أنحاء العالم. وتقوم الشركة بتطوير وإنتاج حزم منتجات مرنة توفر حلول لمجموعة واسعة من الاحتياجات القتالية وغير القتالية. ويمكن استخدام الآليات متعددة الأغراض التي تنتجها نمر في العديد من المجالات، من المهام التكتيكية في الظروف القاسية مثل الصحاري، إلى حروب المدن ومهام التسلل والاستطلاع ومراقبة الحدود والدعم اللوجستي ومكافحة الشغب ونقل الأفراد. وتخدم آليات نمر أدواراً مختلفة إذ يمكن استخدامها كناقلة تسليح أو آلية لوجستية أو سيارة إسعاف أو مركز قيادة وتحكم. في منتصف عام 2012، أعلنت نمر للسيارات، عن حصولها على شهادة «STANAG 4569 من المستوى 3» المرموقة والصادرة من قبل جهة مستقلة ومعتمدة لاختبار الآليات، وذلك عن آليتها المدرعة لنقل الأفراد 6x6. وتستند معايير هذه الشهادة إلى تلك التي تم وضعها من قبل منظمة حلف شمال الأطلسي (الناتو) لتوحيد المعايير الفنية. ووفقاً لهذه الشهادة، تقوم نمر بإنتاج آليات 6x6 توفر حلول دفاعية للمخاطر الباليستية والألغام من المستوى 3 مما يضمن أداء مثالي في تلك الظروف، بحسب معايير منظمة حلف شمال الأطلسي(الناتو). وتعد هذه المرة الأولى التي تقوم فيها ناقلة أفراد مدرعة من طراز 6x6 تم تصنيعها في منطقة الشرق الأوسط بالحصول على شهادة بهذا المستوى الرفيع. يتم تصميم وتصنيع جميع آليات نمر في دولة الإمارات العربية المتحدة.

## المنتجات

### آلية الأمن الداخلي 4×4
آلية نمر للأمن الداخلي رباعية الدفع هي ناقلة لقوات السيطرة على الشغب السريعة الانتشار. وهي مصممة للاستخدام على جميع أنواع الطرق والعمل تحت مختلف حالات الطقس. كما أنها مصممة أيضاً لاستيعاب 8 أفراد بكامل معداتهم. وتتجه المقاعد الخلفية الستة للآلية نحو الخارج. وهي تتميز بإمكانية نقلها بالجو. وتعمل الآلية بواسطة محرك ديزل توربيني يتم تبريده بالماء. وللآلية نظام تعليق مستقل. كما تتميز بنظام فرامل هوائي هيدروليكي لجميع العجلات والفرامل اليدوية. وتتوفر الآلية بخيارات إضافية وأساسية مثل النظام المركزي لإعادة نفخ الإطارات وحشوة داخلية للإطارات وونش وثلاث وحدات لتكييف الهواء. كما تتمتع الآلية بوجود 10 فتحات للرماية وفتحات للخروج الاضطراري وجراف أمامي ومدفع مائي وقاذف قنابل دخانية. كما تزود الآلية بكاميرات تعمل بالنهار والليل إضافة لجهاز تحديد الموقع وكاميرا للرؤية خلف الآلية. وهي مزودة أيضاً بسماعات صوتية وأضواء التعتيم البصري. كما تتم حماية كابينة الآلية بواسطة نظام الضغط الزائد ونظام لإخماد الحرائق في الكابينة والمحرك. كما يتميز الزجاج الأمامي للآلية وزجاج النوافذ الجانبية بحماية توفرها ألواح شبكية. وتوجد ماسحات أيضاً للنوافذ الجانبية. جميع الأبواب مزودة بنظام إغلاق عملياتي. يتميز طلاءالآلية بمقاومته للاشتعال.

### آلية القيادة 4×4
تستخدم كمركز للقيادة كآلية تكتيكية تستخدم على جميع أنواع الطرق والعمل تحت مختلف حالات الطقس. وهي مصممة أيضاً بحيث توفر للقوات المسلحة وأجهزة حفظ القانون والأمن توليفة من قابلية الحركة العالية واستيعاب حمولات مرتفعة. ويتناسب تصميم الآلية مع أداء المهام الاستطلاعية ومراقبة الحدود والمهام اللوجستية ومهام أخرى. وتستوعب آلية مركز القيادة ذات الدفع الرباعي حمولات تصل حتى 3 أطنان. وإمكانية تثبيت أنظمة الأسلحة المراقبة والاستطلاع، ويمكن تزويد الآلية بمجموعة متنوعة من المتطلبات التسليحية. وكذلك معدات اختيارية مثل الحلقة القياسية لتثبيت الأسلحة مما يوفر مزيداً من المرونة والأداء الفعال. ويمكن استخدام هذه الآلية كمركز للاتصالات والإمداد اللوجستي بالإضافة لاستخدامها كآلية قيادة.

### آلية القيادة المدرعة 4×4
من خلال سرعتها التي تبلغ 135 كلم/الساعة ومداها الذي يبلغ 700 كلم، وحمولتها التي تبلغ 2 طن، تتميز آلية القيادة المدرعة 4×4 بتصميمها الذي يوفر للقوات المسلحة. وتتميز بإمكانية نقلها بالجو وكذلك بالقدرة على توفير الحماية ضد الأنظمة الباليستية والألغام وعلى العمل في كافة ظروف الطقس.

### آلية الشحن ذات الكابينة المزدوجة 4×4
صممت آلية الشحن ذات الكابينة المزدوجة 4×4 بتركيز أساسي على قابلية الحركة، كما جميع آليات نمر وعلى العمل في طافة ظروف الطقس. وهي مصممة أساساً لاستيعاب الحمولات حيث تستطيع حمل 2.5 طن ويمكن نقلها عن طريق الجو. وتحتوي الآلية على محرك ديزل توربيني يتم تبريده بالماء ونظام تعليق منفصل. كما تتميز بنظام فرامل هوائي هيدروليكي لجميع العجلات والفرامل اليدوية. وتتوفر الآلية بخيارات تزويد إضافية مثل النظام المركزي لإعادة نفخ الإطارات وحشوة داخلية للإطارات وونش ومكيف للهواء. وهي تقدم نموذجاً مرناً متعدد الاستخدامات، وكذلك معدات اختيارية مثل الحلقة القياسية لتثبيت الأسلحة مما يوفر مزيداً من المرونة والأداء الفعال. ويمكن استخدام هذه الآلية كمركز للاتصالات والإمداد اللوجستي.

### آلية الشحن المدرعة ذات الكابينة المزدوجة 4×4
بأداء رائع على الطرقات المعبدة وخارجها، صممت آلية مدرعة تكتيكية ذات الكابينة المزدوجة 4×4 بتركيز أساسي على قابلية الحركة، كما جميع آليات نمر وعلى العمل في طافة ظروف الطقس. وهي مدرعة للحماية ضد الألغام والقذائف الباليستية. كما أنها مصممة حيث تستطيع حمل 1.8 طن ويمكن نقلها عن طريق الجو. ويمكن للآلية حمل العديد من الأنظمة التي يتم تشغيلها من بعد. وكذلك معدات اختيارية مثل الحلقة القياسية لتثبيت الأسلحة مما يوفر مزيداً من المرونة والأداء الفعال.

### آلية الشحن ذات الكابينة الواحدة 4×4
صممت آلية نمر 4×4 ذات الكابينة الواحدة كآلية تكتيكية تستخدم على جميع أنواع الطرق والعمل تحت مختلف حالات الطقس. ويمكن استخدام هذه الآليات في وظائف مختلفة تتراوح بين الإمداد اللوجستي والنقل والعمليات الخاصة. وهي مصممة أيضاً لنقل الحمولات حيث تستطيع استيعاب حمولة تصل إلى 3.5 طن وتتميز بإمكانية نقلها بالجو. وتعمل هذه الآلية بمحرك ديزل توربيني يتم تبريده بالماء. كما تتميز بنظام فرامل هوائي هيدروليكي لجميع العجلات والفرامل اليدوية. وتتوفر الآلية بخيارات تزويد إضافية مثل النظام المركزي لإعادة نفخ الإطارات وحشوة داخلية للإطارات وونش ومكيف للهواء وإمكانية تثبيت أنظمة الأسلحة.

### آلية الشحن ذات الكابينة الواحدة 4×4 حامل كرافان
صممت آليات نمر 4×4 ذات الكابينة الواحدة كآلية تكتيكية تستخدم على جميع أنواع الطرق والعمل تحت مختلف حالات الطقس. وهي مصممة أيضاً كحامل كرفان. وتستطيع الآلية استيعاب حمولة تصل إلى 3.5 طن وتتميز بسهولة نقلها بالجو. وتعمل هذه الآلية بمحرك ديزل توربيني يتم تبريده بالماء. كما تتميز بنظام فرامل هوائي هيدروليكي لجميع العجلات والفرامل اليدوية. وتتوفر الآلية بخيارات إضافية وأساسية مثل النظام المركزي لإعادة نفخ الإطارات وحشوة داخلية للإطارات وونش ومكيف للهواء.

### 4×4 آلية السقف المفتوح
بأداء رائع على الطرقات المعبدة وخارجها، صممت آلية السقف المفتوح ذات الكابينة المزدوجة بتركيز أساسي على قابلية الحركة، كما جميع آليات نمر. تبلغ حمولة هذه الآلية 2.5 طن. وهي تقدم نموذجاً مرناً للمهام المتعددة مثل مهمة نقل القوات إضافة إلى عدة مهام أخرى. ويمكن تعديل الآلية لتحمل مجموعة متنوعة من أنظمة التحكم عن بعد. كما يمكن رفع استيعاب الآلية إلى 6 أفراد.

### ناقلة الأفراد المدرعة 6×6
تعتبر ناقلة الأفراد المدرعة 6×6 من طراز نمر آلية مسافات طويلة تم تصميمها لتوفير أكبر قدر من المرونة والحماية. وهي قادرة على استيعاب ما يصل إلى 10 أفراد ويمكن تثبيت أسلحة وأنظمة اتصالات عليها يتم تشغيلها من بعد. وهي مدرعة بالكامل للحماية ضد الأنظمة الباليستية والألغام، وهي بالتالي قادرة على امتصاص أي مهددات باليستية) نيران معادية (أو ألغام أرضية أو هجمات بالقنابل العمياء، وذلك بفضل تكنولوجيا الحماية المدرعة ضد الألغام. وتوفر الآلية هذه الحماية بدون أن يؤثر ذلك على أدائها ومرونة حركتها. نظام التخزين في الآلية مصمم بحيث لا تؤثر أي قذيفة على المعدات الموضوعة بداخلها حيث يحاول دون تطايرها أو تشتتها مما قد يتسبب في إصابة أو وفاة من بداخلها. وتتمتع الآلية بحمولة تبلغ 1.8 طن وبالعديد من المزايا والاختيارات حيث تتيح للعملاء مرونة فائقة لتعديلها وفقاً لاحتياجاتهم. وتستطيع ناقلة نمر المدرعة للأفراد 6×6 العمل على درجات حرارة تتراوح بين سالب 30 درجة مئوية تحت الصفر 55 درجة مئوية. كما تتميز أيضاً بأن جميع المعدات فيها مثبتة وموضوعة في أماكن ظاهرة ويمكن الوصول إليها بسهولة من قبل الطاقم القائم على تشغيلها. وتعمل هذه الآلية بمحرك ديزل توربيني يتم تبريده بالماء. كما تتميز بنظام فرامل هوائي هيدروليكي لجميع العجلات والفرامل اليدوية. وتتوفر الآلية بخيارات إضافية وأساسية مثل النظام المركزي لإعادة نفخ الإطارات وحشوة داخلية للإطارات وونش ومكيف للهواء.

### آلية نمر القتالية متعددة الأدوار 6×6
صممت آلية نمر القتالية متعددة الأدوار 6×6 لتوفير المرونة العملياتية والحماية المدرعة لطاقمها المكون من 4 أفراد. وهي مزودة بنظام مدفع أوتوماتيكي 30 ملم وكذلك برشاش محوري عيار 7.62 ملم مع تحكم وأنظمة اتصال ومحدد للمدى بالليزر. وهي مدرعة للحماية ضد الأنظمة الباليستية والألغام. وتتمتع الآلية بحمولة تكفي لاستيعاب نظام المدفع الرشاش 30 ملم والذخيرة 1,400 وقذيفتي كورنيت مع دوران كامل بزاوية 360 درجة وارتفاع بمقدار 65 درجة للمدفع، إضافة لمزايا واختيارات أخرى. آلية نمر القتالية متعددة الأدوار 6×6 مزودة بأبواب أوتوماتيكية وفتحتين للخروج الاضطراري. وتعمل هذه الآلية بمحرك ديزل توربيني يتم تبريده بالماء. كما تتميز بنظام فرامل هوائي هيدروليكي لجميع العجلات والفرامل اليدوية. وتتوفر الآلية بخيارات إضافية وأساسية مثل النظام المركزي لإعادة نفخ الإطارات وحشوة داخلية للإطارات وونش ومكيف للهواء.

### آلية الشحن ذات الكابينة الواحدة 6×6 حامل كرافان
صممت آليات نمر 6×6 ذات الكابينة الواحدة للملاجئ لاستيعاب حمولة تصل إلى 5 أطنان بدون أن يؤثر ذلك على الأداء. وهو ما يميز آليات نمر التي توفر أكبر قدر من المرونة أثناء العمليات. هذه الآلية مصممة بحيث تكون منصة متعددة المهام مع إمكانية نقل القوات وكذلك العمل في الاستخدامات الخاصة كالإمداد اللوجستي والاتصال وكمركز طبي وكناقلة للبضائع وأي مهام أخرى. وتعمل هذه الآلية بمحرك ديزل توربيني يتم تبريده بالماء. كما تتميز بنظام فرامل هوائي هيدروليكي لجميع العجلات والفرامل اليدوية. وتتيح نسبة القدرة إلى الوزن العالية وكذلك المواصفات المتميزة للآلية قدراً كبيراً من المناورة في التضاريس الوعرة. وتتوفر الآلية بخيارات إضافية وأسايسية مثل النظام المركزي لإعادة نفخ الإطارات وحشوات داخلية للإطارات وونش ومكيف للهواء.

### آلية الدورية المدرعة 6×6
صممت آلية الدوريات المدرعة 6×6 خصيصاً لتوفير أكبر قدر من الحماية ومرونة الحركة وقدرة التحميل للقوات المسلحة والأجهزة الأمنية حيث تصل سرعتها على الطرقات إلى 135 كيلومتر في الساعة ومداها إلى 700 كيلومتر وقدرة التحميل 3.5 أطنان. وهي مهيأة لنقلها عن طريق الجو ولزيادة التدريع (بإضافة أطقم مضادة للألغام والأنظمة الباليستية). ويمكن استخدام الآلية أنظمة لنقل 5 أفراد كما يمكن تزويدها بتشكيلة متنوعة من أنظمة التسليح. وتعمل هذه الآلية بمحرك ديزل توربيني يتم تبريده بالماء. كما تتميز بنظام فرامل هوائي هيدروليكي لجميع العجلات والفرامل اليدوية. وتتيح نسبة القدرة إلى الوزن العالية وكذلك المواصفات المتميزة للآلية قدراً كبيراً من المناورة في التضاريس الوعرة. وتتوفر الآلية بخيارات تزويد إضافية مثل النظام المركزي لإعادة نفخ الإطارات وحشوة داخلية للإطارات وونش ومكيف للهواء.

### آلية 6×6 متعددة الأغراض ذات قاعدة عجلات طويلة
تتميز بكابينة متعددة الأغراض مع قاعدة عجلات طويلة مصممة بحيث تستوعب حمولة تصل إلى 5 أطنان دون أن يؤثر ذلك على أدائها. وقد صممت كآلية طويلة المدى ذات استخدامات متعددة وتتمتع بإمكانات نقل الأفراد، بالإضافة إلى تميزها بالقدرة على القيام بالمهام اللوجستية ومهام الاتصالات والمهام الطبية أو مهام النقل، أو أي نوع آخر من المهام. وتعمل هذه الآلية بمحرك ديزل توربيني يتم تبريده بالماء. كما تتميز بنظام فرامل هوائي هيدروليكي لجميع العجلات والفرامل اليدوية. وتتيح نسبة القدرة إلى الوزن العالية وكذلك المواصفات المتميزة للآلية قدراً كبيراً من المناورة في التضاريس الوعرة. وتتوفر الآلية بخيارات إضافية وأساسية مثل النظام المركزي لإعادة نفخ الإطارات وحشوة داخلية للإطارات ومكيف للهواء.

### آلية الشحن 6×6 ذات الكابينة الواحدة
آليات الشحن 6×6 ذات الكابينة الواحدة هي آليات تكتيكية مصممة للاستخدام على جميع أنواع الطرقات وتحت مختلف ظروف الطقس. ويمكن استخدامها في عدة مهام مثل نقل الأفراد والمهام اللوجستية ومهام النقل والعمليات الخاصة. وتستوعب هذه الآلية حمولات تصل إلى 5 أطنان وتتميز بإمكانية نقلها جواً. وتعمل هذه الآلية بمحرك ديزل توربيني يتم تبريده بالماء. كما تتميز بنظام فرامل هوائي هيدروليكي لجميع العجلات والفرامل اليدوية. وتتوفر الآلية بخيارات إضافية وأساسية مثل النظام المركزي لإعادة نفخ الإطارات وحشوة داخلية للإطارات ومكيف للهواء.

### آلية نمر المدرعة 6×6 للإسعاف
صممت آلية الإسعاف المدرعة 6×6 خصيصاً لتجمع بين أكبر قدر من الحماية ومرونة الحركة وقدرة التحميل وكذلك للاستخدام في عمليات الخدمات الطبية والطوارئ. وتصل سرعة الآلية على الطرقات إلى 135 كيلومتر في الساعة ومداها إلى 700 كيلومتر وقدرة التحميل 5 أطنان. وهي مهيأة لنقلها عن طريق الجو ولزيادة التدريع (بإضافة أطقم مضادة للألغام والأنظمة الباليستية ). وهي مصممة للعمل على مختلف أنواع الطرق وكافة ظروف الطقس. وتعمل هذه الآلية بمحرك ديزل توربيني يتم تبريده بالماء. كما تتميز بنظام فرامل هوائي هيدروليكي لجميع العجلات والفرامل اليدوية. وتتوفر الآلية بخيارات إضافية وأساسية مثل النظام المركزي لإعادة نفخ الإطارات وحشوة داخلية للإطارات ومكيف للهواء.

## صفقات واتفاقيات

### وزارة الداخلية
- أبرمت وزارة الداخلية صفقة شراء 200 آلية من نوع “نمر” من شركة توازن القابضة، على هامش معرض ومؤتمر الأمن الدولي ودرء المخاطر “آيسنار 2012”، في مركز أبوظبي للمعارض.[7]

### سنتشورين للاستثمار
وقعت شركة “نمر للسيارات” وشركة”سنتشورين للاستثمار” التي تتخذ من دولة الإمارات العربية المتحدة مقرا لها، اتفاق شراكة تكون سنتشورين بموجبه ثالث شريك في الشركة، بجانب توازن القابضة، وسعيد بن جبر السويدي. في مقر الشركة في أبوظبي. بحيث تكون الحصص كالتالي:
- 60 في المئة شركة “نمر للسيارات”.
- 35 في المائة. سنتشورين للاستثمار.
- خمسة في المائة لـ سعيد بن جبر السويدي. «المؤسس ورئيس مجلس الإدارة الفخري لشركة نمر للسيارات رئيس مجلس إدارة مجموعة بن جبر».

### نمر “الجزائر”
تنص الاتفاقية على تأسيس شركة متخصصة بتصنيع المركبات المدرعة في الجزائر، تحمل أسم نمر الجزائر، ويعد مجمع تنمية الصناعات الميكانيكية الذراع لتصنيعية للآليات العسكرية بوزارة الدفاع الوطني بالجزائر.
- وتشير الاتفاقية، إلى إنتاج المشروع لمركبات “نمر”، المدرعة المصممة إماراتياً، في الجزائر بترخيصٍ من “توازن القابضة”، إلى أن دولة الإمارات تقوم حالياً بتصدير تقنياتها الدفاعية المتطورة والمجهزة بالمهارات والمعارف المطلوبة إلى أسواقٍ أخرى في مختلف أنحاء العالم.
- كما تسهّل الاتفاقية وصول “توازن” إلى سوق الصناعات الدفاعية الإفريقية عبر تقديم فرصٍ تجارية جديدة للشركة الصناعية الاستراتيجية التي تمتاز بنموها السريع.

### شركة “ إف إن إس إس “
على هامش فعاليات المعرض الدولي للصناعات الدفاعية التي استضافتها مدينة إسطنبول التركية وقعت شركتا “ نمر للسيارات “ لتصنيع الآليات الدفاعية التابعة لمجموعة “ توازن “ ومقرها أبوظبي، و” إف إن إس إس سافونما سيستيمليري “ التركية المتخصصة في تصنيع وتزويد الآليات المدرعة والأنظمة الدفاعية للقوات المسلحة التركية، اتفاقية تعاون لإقامة مشروع يتيح للشركة التركية تسويق وبيع وإمكانية إنتاج آليات “ نمر” في تركيا وطرحها في السوق التركية.

## مميزات آليات «النمر»
وفقاً لخبراء، «أن آليات «النمر» تنافس سيارة «التايغر» العسكرية الأميركية، التي كانت تُصنّف بأنها الأولى في العالم، وهي «الهامر»، لجاهزية المركبة لمواجهة ظروف الصحراء القاسية، وإنها تستأثر باهتمام عسكريين في دول خليجية وعربية وإفريقية».
| النمر (آلية)                        | تستخدم حاملة للجنود، ويمكن تجهيزها للتصدي لأعمال الشغب، والأعمال الشرطية واللوجستية، والإسعاف، والإطفاء، كما زوّدت قمرة قيادة السيارة بأنظمة الاتصالات كافة، وأنظمة الرؤية الليلية، وأجهزة ملاحة | النمر (آلية) |
| — مدير المشروع، محمد مصبح المزروعي، | |              |

- للاستخدام على جميع أنواع الطرق والعمل تحت مختلف حالات الطقس.
- لاستيعاب 8 أفراد بكامل معداتهم. وتتجه المقاعد الخلفية الستة للآلية نحو الخارج.
- تتميز بإمكانية نقلها بالجو
- إمكانية تزويدها بتدريع واقي حسب الحاجة.
- تعمل الآلية بواسطة محرك ديزل توربيني يتم تبريده بالماء.
- نظام تعليق مستقل.
- بنظام فرامل هوائي هيدروليكي لجميع العجلات والفرامل اليدوية.
- تتوفر فيها خيارات مثل النظام المركزي لإعادة نفخ الإطارات وحشوة داخلية للإطارات وونش وثلاث وحدات لتكييف الهواء.
- تمتع بوجود 10 فتحات للرماية وفتحات للخروج الاضطراري وجراف أمامي ومدفع مائي وقاذف قنابل دخانية.
- مزودة بكاميرات تعمل بالنهار والليل إضافة لجهاز تحديد الموقع وكاميرا للرؤية خلف الآلية.
- مزودة أيضاً بسماعات صوتية وأضواء التعتيم البصري.
- حماية كابينة الآلية بواسطة نظام الضغط الزائد ونظام لإخماد الحرائق في الكابينة والمحرك.
- يتميز الزجاج الأمامي للآلية وزجاج النوافذ الجانبية بحماية توفرها ألواح شبكية. وتوجد ماسحات أيضاً للنوافذ الجانبية.
- جميع الأبواب مزودة بنظام إغلاق عملياتي.
- يتميز طلاء الآلية بمقاومته للاشتعال.

جدول يوضح المواصفات الفنية والأوزان بالتفصيل للآلية نمر 4X4 (آلية أمن داخلي): 
- نمر 4X4 (آلية أمن داخلي): هي آلية للأمن الداخلي الإماراتي، رباعية الدفع قادرة على نقل أفراد قوات السيطرة على الشغب السريعة الانتشار. كما تتمتع الآلية بوجود 10 فتحات للرماية وفتحات للخروج الاضطراري وجراف أمامي ومدفع مائي وقاذف قنابل دخانية. كما تزود الآلية بكاميرات تعمل بالنهار والليل إضافة لجهاز تحديد الموقع وكاميرا للرؤية خلف الآلية. وهي مزودة أيضاً بسماعات صوتية وأضواء التعتيم البصري. كما تتم حماية كابينة الآلية بواسطة نظام الضغط الزائد ونظام لإخماد الحرائق في الكابينة والمحرك. كما يتميز الزجاج الأمامي للآلية وزجاج النوافذ الجانبية بحماية توفرها ألواح شبكية. وتوجد ماسحات أيضاً للنوافذ الجانبية. جميع الأبواب مزودة بنظام إغلاق عملياتي. يتميز طلاءالآلية بمقاومته للاشتعال.

| المواصفات الفنية             | القيمة / النسبة                            |
| ---------------------------- | ------------------------------------------ |
| الطول                        | 4.8 متر                                    |
| العرض                        | 2.2 م                                      |
| الارتفاع                     | 2.0 متر                                    |
| قاعدة العجلات                | 3,300                                      |
| المسافة بين العجلات الأمامية | 1,890                                      |
| المسافة بين العجلات الخلفية  | 1,890                                      |
| الفراغ الأرضي                | 500                                        |
| الطاقة                       | 146 كيلو واط                               |
| السرعة القصوى                | 140 كم / ساعة (87 ميلا في الساعة)          |
| الأداء                       | أقصى المدى 700 كم (378 نانومتر) على الطريق |
| سعة خزان الوقود              | 140 لتر                                    |
| قطر دائرة دوران الآلية       | 14.5 متر                                   |
| زاوية التقدم                 | 2° ± ° 51                                  |
| زاوية المغادرة               | 2° ± ° 51                                  |

| الأوزان                                                 | القيمة / النسبة    |
| ------------------------------------------------------- | ------------------ |
| وزن الآلية وهي فارغة وبدون المعدات والملحقات الاختيارية | 5 كلجم % ± 7,200   |
| الحمولة المسموح بها                                     | 1,500 كلغ          |
| الوزن القائم                                            | 505 كلجم % ± 9,000 |

## المستخدمون

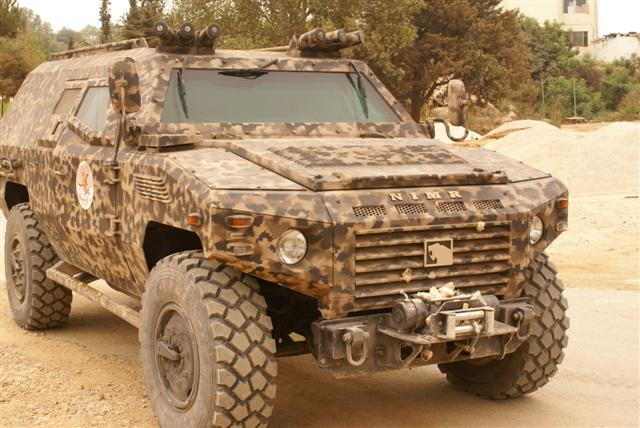
آلية النمر تستخدمها الجيش اللبناني

- الأردن[11]
- لبنان
- ليبيا
- الإمارات العربية المتحدة
- الجزائر

## وصلات خارجية
- شركة توازن
- نمر للسيارات

## انظر ايضًا
- الفهد
- الشبل 1